# Trolejbusová doprava ve Vinnycji
V ukrajinském městě Vinnycja je provozována trolejbusová doprava.
Zahájení provozu trolejbusů ve Vinnycji, které doplňují místní tramvaje, se uskutečnilo 17. února 1964. Síť se postupně rozvíjela a v současnosti jezdí na 8 linkách přibližně 150 vozidel ruské výroby, převážně typu ZiU 9. Vinnycké trolejbusy jsou hojně využívané, neboť mají často větší přepravní rychlost než tramvaje a mnohdy jsou také lépe trasované.